# O treh

O treh (COBISS) je zbirka kratke proze Katarine Marinčič, izšla je leta 2005 pri  založbi Mladinska knjiga.

## Vsebina
Zbirko sestavljajo tri zgodbe o treh ljudeh. Prva govori o Etruščanu Velu Matuni, dogaja pa se v 5. stoletju pred našim štetjem. Izvemo, kako je Vel živel pred boleznijo, kako je doživljal bolezen in kako skozi različna čustvena stanja in razmišljanja ob koncu bolezni postane nov, boljši človek.
Druga zgodba pripoveduje o resnični osebi Pierru-Josephu Redoutéju, Belgijcu s preloma 18. v 19. stoletje, ki postane najboljši botanični risar vseh časov. Na podlagi resničnih dejstev, pa tudi predvidevanj, nam pisateljica razgrne Redoutéjevo zgodbo slikarja, ki kljub življenju v višjih krogih francoske družbe, ne opazi političnih sprememb in je do konca povsem posvečen risanju cvetja.
Zadnja zgodba se dogaja v petdesetih letih minulega stoletja. Zlatko iz Litije zaradi slabega vida odpotuje najprej v Nemčijo, nato pa na očesno operacijo v Ameriko, kjer ga čaka tragična usoda.